# ليني فون دوهلين
ليني فون دوهلين (بالإنجليزية: Lenny Von Dohlen)‏ هو ممثل أمريكي من مواليد 22 ديسمبر 1959.

## أعماله
- إختر

## روابط خارجية
- ليني فون دوهلين على موقع IMDb (الإنجليزية)
- ليني فون دوهلين على موقع ميتاكريتيك (الإنجليزية)
- ليني فون دوهلين على موقع روتن توميتوز (الإنجليزية)
- ليني فون دوهلين على موقع ألو سيني (الفرنسية)
- ليني فون دوهلين على موقع أول موفي (الإنجليزية)
- ليني فون دوهلين على موقع قاعدة بيانات الأفلام السويدية (السويدية)
- ليني فون دوهلين على موقع قاعدة بيانات الفيلم (الإنجليزية)
- ليني فون دوهلين على موقع كينوبويسك (الروسية)